# John Farrar
John Clifford Farrar (født 8. november 1946 i Melbourne) er en australsk guitarist, sanger, producer, sangskriver og arrangør.

## Karriere
Han indledte sin karriere i den australske gruppe The Strangers, men blev så lokket til England i 1971 af Hank Marvin og Bruce Welch fra instrumentalgruppen The Shadows, for at danne en ny gruppe Marvin, Welch og Farrar, som indspillede to vokal- og harmoniprægede album i stil med Crosby, Stills & Nash, men som aldrig fik større anerkendelse.
I november 1973 kom han med i The Shadows, da gruppen gendannedes efter at havde været stoppet siden 1970. Han indspillede fire plader med gruppen og var med på singlehittet "Let Me Be the One", med hvilket Shadows deltog og blev nummer to ved det Eurovision Song Contest i 1975.
I 1977 blev han producer og arrangør for sangerinden Olivia Newton-John. Han producerede en række album for hende, som fik stor succes. I 1977 skrev han også musikken til musicalfilmen Grease, som blev en verdenssucces og gav ham hit med bl.a. "You're the One That I Want" og "Have You Ever Been Mellowed".
I 1980 emigrerede Farrar til USA, hvor han bor i dag. Han fortsatte der som producer og sangskriver og fik stor succes.[kilde mangler]

## LP/CD Diskografi
- The Strangers: The Strangers (1964)
- Hank Marvin, Bruce Welch & John Farrar: Marvin Welch & Farrar (1971)
- Hank Marvin, Bruce Welch & John Farrar: Second Opinion - (1971)
- Cliff Richard: Cliff Goes East (live) med Marvin / Farrar group - (1972)
- Hank Marvin & John Farrar: Marvin / Farrar (1973)
- The Shadows: Rocking with Curly Leads - (1973)
- The Shadows: Specs Appeal - (1975)
- The Shadows: Live at the Paris Olympia - (1975)
- The Shadows: Tasty - (1977) ( med som sideman )
- John Farrar: John Farrar - (1980)

## Singler
- Marvin, Welch & Farrar - "Faithful" / "Mr. Sun" (1971)
- Marvin, Welch & Farrar - "Lady Of The Morning" / "Tiny Robin" (1971)
- Marvin, Welch & Farrar - "Faithful" / "Brownie Kentucky" (1971)
- Marvin, Welch & Farrar - "Marmaduke" / "Strike A Light" (1972)
- Marvin & Farrar - "Music Makes My Day" / "Skin Deep" (1973)
- Marvin & Farrar - "Small And Lonely Light" / "Galadriel (Spirit Of Starlight)" (1973)
- The Shadows - "Turn Around and Touch Me" / "Jungle Jam" (1973)
- The Shadows -	"Let Me Be the One" / "Stand Up Like a Man"	(1975)
- The Shadows - "Run Billy Run" / "Honorable Puff-Puff" (1975)
- The Shadows - "It'll Be Me, Babe" / "Like Strangers" (1976/1975)

## DVD diskografi
- Tim Rice and John Farrar – Heathcliff (1997)